# Бой у острова Груа
Бой у острова Груа, также Второй бой у острова Груа (англ. Second Battle of Groix или англ. Bridport's Action) — бой между английским и французским флотами во время Войны первой коалиции, произошедший 23 июня 1795 года в Бискайском заливе.

## Перед боем
После неудачной попытки 17 июня перехватить эскадру Корнуоллиса, адмирал Вилларе де Жуайёз сам оказался в роли преследуемого, когда 22 июня наткнулся на флот адмирала лорда Бридпорта, который принял командование вместо выздоравливающего на берегу лорда Хау. Британский флот в этот момент обеспечивал высадку французских роялистов в бухте Киберон.
Французы начали отход, и Бридпорт послал в погоню летучий отряд из HMS Sans Pareil (80, взят при Первом июня), HMS Orion, HMS Colossus, HMS Irresistible, HMS Valiant и HMS Russell (все 74). Но вскоре тот же приказ получил весь флот.
Британский флот из 14 линейных кораблей (включая 6 трёхдечных), 5 фрегатов и 6 более мелких, под флагом лорда Бридпорта на HMS Royal George, в течение суток преследовал французский (12 линейных кораблей) с зюйд-веста и загнал его к острову Груа. Места для отступления не осталось, и Вилларе де Жуайёз был вынужден принять бой.

## Ход боя
Утром 23 июня в 06:00, когда передовые британские корабли приблизились к концевым французским на 3 мили, последние открыли огонь. Замыкающим у французов шёл Alexandre, бывший британский HMS Alexander, взятый годом раньше. Судя по всему, его ходовые качества за это время не улучшились: он был отбит британцами, а с ним Formidable и Tigre, два новых 74-пушечных. Самый большой урон противнику нанесли Sans Pareil и Irresistible, и что удивительно, 100-пушечный HMS Queen Charlotte, но этот последний скорее за счёт умелого маневрирования, чем скорости.
В течение 2 часов 40 мин британцы захватили 3 французских корабля, после чего подошёл флагманский Royal George и в 08:00 сигналом приказал передовым кораблям прекратить бой. Сигнал явился сюрпризом — как минимум ещё несколько кораблей могли попасть в руки англичан. Предположительно, Бридпорт вышел из боя, так как опасно приблизился к берегу.
Впоследствии его критиковали на флоте за неспособность развить успех и отказ от полного разгрома французов. По Мэхэну, это мнение выражали и французы. Об отношении Адмиралтейства говорит тот факт, что до 1800 года за ним сохранялось командование Флотом Канала.
Formidable и Tigre были взяты в британскую службу, первый под названием HMS Belleisle (возможно кто-то ошибочно решил, что бой происходил при острове Бель-Иль, а не Груа); второй сохранил прежнее название. В итоге бой закончился победой британцев, но неполной. В  последующий период британские адмиралы Джервис и особенно Нельсон уже не допускали такой ошибки и не прекращали преследовать корабли противника до полного их уничтожения.
| Великобритания                  | Великобритания                                        | Франция                | Франция                            | Франция    |
| Корабль                         | Командир                                              | Корабль                | Командир                           | Примечания |
| ------------------------------- | ----------------------------------------------------- | ---------------------- | ---------------------------------- | ---------- |
| * Royal George, 100             | Адмирал Александр Худ, Капитан William Domett         | *Peuple Souverain, 118 | Адмирал Луи Тома де Вилларе-Жуайёз |            |
| *Queen Charlotte, 100           | Капитан сэр Andrew Snape Douglas                      | *Alexandre, 74         | François-Charles Guillemet         | захвачен   |
| Queen, 98                       | Вице-адмирал Алан Гарднер, Капитан William Bedford    | Droits De L’Homme, 74  |                                    |            |
| London, 98                      | Вице-адмирал John Colpoys, Капитан Edward Griffith    | *Formidable, 74        | Шарль Линуа                        | захвачен   |
| Prince of Wales, 98             | Контр-адмирал Henry Harvey, Капитан John Bazely       | Fougueux, 74           |                                    |            |
| Prince, 98                      | Капитан Charles Powell Hamilton                       | Jean Bart, 74          |                                    |            |
| Barfleur, 98                    | Капитан Джеймс Ричард Дакр                            | *Mucius, 74            |                                    |            |
| Prince George, 98               | Капитан William Edge                                  | *Nestor, 74            |                                    |            |
| *Sans Pareil, 80                | Вице-адмирал лорд Хью Сеймур, Капитан William Browell | Révolutionnaire, 110?  |                                    |            |
| Valiant, 74                     | Капитан Christopher Parker                            | *Redoutable, 74        |                                    |            |
| *Orion, 74                      | Капитан Джеймс Сумарес                                | *Tigre, 74             | Jacques Bedout                     | захвачен   |
| *Irresistible, 74               | Капитан Richard Grindall                              | *Wattignies, 74        |                                    |            |
| *Russell, 74                    | Капитан Thomas Larcom                                 | Zélé, 74               |                                    |            |
| *Colossus, 74                   | Капитан John Monkton                                  |                        |                                    |            |
| Thalia, 36                      | Капитан лорд Henry Paulet                             |                        |                                    |            |
| Nymphe, 36                      | Капитан George Murray                                 |                        |                                    |            |
| Aquilon, 32                     | Капитан Robert Barlow                                 |                        |                                    |            |
| Astraea, 32                     | Капитан Richard Lane                                  |                        |                                    |            |
| Babet, 20                       | Капитан Эдвард Кодрингтон                             |                        |                                    |            |
| Maegera, 14 (брандер)           | Капитан Hon. Henry Blackwood                          |                        |                                    |            |
| Incendiary, 14 (брандер)        | Капитан John Draper                                   |                        |                                    |            |
| Charon, 44 (госпитальное судно) | Коммандер Walter Locke                                |                        |                                    |            |
| Argus (люггер), 14              |                                                       |                        |                                    |            |
| Dolly (люггер), 14              |                                                       |                        |                                    |            |